# Marcus Aurelius
Marcus Aurelius Antoninus, född Marcus Annius Verus den 26 april 121 i Rom, död 17 mars 180 nära Sirmium, var romersk kejsare från den 7 mars 161 till sin död. Han var även en stoicistisk tänkare. Han medregerade först med sin adoptivbror Lucius Verus från 161 till 169 och mellan 177 och 180 med sin äldste son Commodus. Han hade åtta söner och sex döttrar. Vid hans död efterträdde Commodus honom som kejsare.
Marcus Aurelius ryttarstaty är den enda bevarade antika ryttarstatyn. Detta beror på att man under lång tid trodde att statyn föreställde Konstantin den store, den förste kristne kejsaren. Den stod tidigare på Kapitolieplatsen i Rom, men är numera ersatt med en kopia.
Hans ursprungliga namn tros ha varit Marcus Annius Verus, vilket genom adoption ändrades till Marcus Aelius Aurelius Verus, och som kejsare hette han Imperator Caesar Marcus Aurelius Antoninus Augustus. Historia Augusta kallade honom Marcus Antoninus Philosophus.

## Vägen till makten
Marcus Aurelius familj kom ursprungligen från Ucubi i närheten av Córdoba i Baetica. Släkten hade blivit rik på olivolja och var dessutom politiskt framgångsrik. Både farfadern och morfadern hade varit konsuler och faderns syster gifte sig med Antoninus Pius. När Marcus var tre år gammal dog fadern.
Redan som mycket ung väckte han Hadrianus intresse. När han var sex år gammal gjorde Hadrianus honom till riddare. När han var sexton år kastades han in det politiska livets rampljus; han förlovades på Hadrianus initiativ med dottern till Lucius Ceionius Commodus som Hadrianus sedan adopterade. När Lucius Ceionius Commodus sedan dog blev Antoninus Pius den nye efterträdaren och adopterade Commodus båda söner: Marcus och den biologiske son som skulle bli Lucius Verus.
Marcus fick tidigt hjälpa Antoninus att styra riket. År 139 fick han titeln Caesar och han blev konsul när han bara var 18 år gammal. Antoninus beslutade sig för att gifta bort sin dotter, Annia Galeria Faustina den yngre, till Marcus och bröt därför Marcus förlovning. Marcus gifte sig med Faustina den yngre 145. Giftermålet kom att resultera i 14 barn. När Antoninus dog rådde det inget tvivel om att han ville se Marcus som ensam kejsare. Marcus Aurelius övertalade dock senaten att ge Lucius kejsartitlarna Caesar och Augustus och lät praetorianerna utropa båda till imperator. Beslutet kan ha motiverats av att Marcus ville ägna sig åt sina filosofiska intressen.

## Kejsare

### Krig mot parther och germaner
Endast fyra av Marcus tjugo år vid makten skulle vara utan krig. Den gamla konflikten kring Armenien blossade åter upp; år 161 invaderade partherna det romerska protektoratet. Det bestämdes att Lucius Verus skulle åka österut för att ta saken i egna händer. År 166 återvände Verus och bröderna hyllades på Verus initiativ tillsammans i Rom. Med sig hem hade soldaterna tagit pesten, vilket ledde till en förödande epidemi 167 och nya utbrott under de kommande tio åren.
År 166 började en serie av germanska angrepp över Donau. Kejsarna åkte tillsammans för att försvara riket men när de kom fram till fronten var stridigheterna över. Lucius Verus dog i början av år 169 i Altium i sviterna av slaganfall. Aurelius återvände till Rom för att begrava sin bror men var redan 169 på väg till fronten igen. De följande fem åren ledde han strider mot quader och markomanner. År 170 invaderade dessa folk Norditalien och belägrade Aquileia för att sedan börja drivas tillbaka följande år. Kriget blev utdraget och blodigt och utkämpades ofta i hård terräng. Det var i denna miljö som Aurelius började författa sina Meditationer.

### Upproret i Syrien

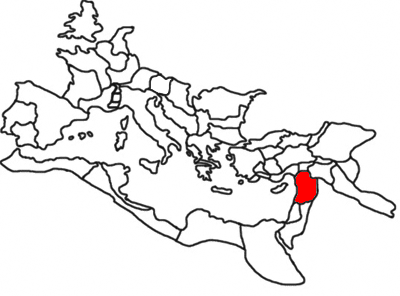
Provinsen Syrien.

Våren 175 fick Aurelius besked om att guvernören i Syrien, Gaius Avidius Cassius, ledde ett uppror mot honom. Cassius hade varit till stor nytta under kriget mot Partien och hade därför fått förtroendet att styra i öst medan Aurelius stred mot germanerna. Upproret berodde troligtvis på ett falskt rykte om att kejsaren var död och det verkar inte troligt att Cassius hade för avsikt att inleda ett uppror mot sin kejsare. Men då han redan blivit utropad till kejsare av sina trupper fanns ingen återvändo. Upproret gick till en början bra; han fick snabbt över Aegyptus på sin sida. Men när Aurelius lojala soldater mördade Cassius dog upproret ut.
Efter upproret lät Aurelius, för att förhindra nya uppror, tillkännage att hans son Commodus var medregent och skulle ärva riket. Sedan återvände han för att fortsätta kriget mot germanerna. Den 23 december 176 hyllades han som segrare men kriget tog fart igen mot slutet av 178. År 179 var man åter i hårda strider med quaderna. Aurelius hade då varit sjuk länge och drabbats av buksmärtor och andningsproblem, troligen någon sorts cancer. De sista åren gick han på drogen teriak som innehöll bland annat opium. Den 17 mars 180 avled han av sin sjukdom i Sirmium. Enligt en annan uppgift avled han av pesten i Vindobona (dagens Wien).

### Filosofi och karaktär

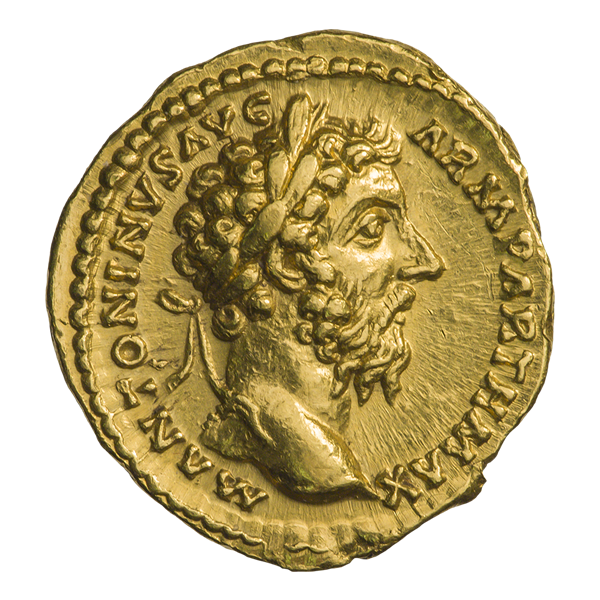
Aureus föreställande Marcus Aurelius

Marcus Aurelius hade redan i ungdomen tagit intryck av den stoiska filosofin. Som kejsare försökte han efterleva denna skolas ideal, och därmed uppfylla Platons dröm att skapa en föredömlig härskare genom filosofisk utbildning. Han var dock både självkritisk och blygsam i denna fråga. Hans världsbild kan beskrivas som panteistisk, då han uppfattade gudomen som något levande och verkande i allt som sker i världen. Att inse och acceptera denna sanning såg han som människans uppgift och hennes lycka. Denna filosofi finns beskriven i hans självbetraktelser (Τὰ εἰς ἑαυτόν, Ta eis heautón), ett verk på grekiska i tolv böcker, där han i form av en inre dialog diskuterar tankar om det egna jaget, andra människor, världen och försynen. Det är delvis på grund av denna skrift som synen på adoptivkejsarnas tid som en guldålder har uppstått.
På grund av sin filosofiska inriktning och en respekt för den romerska religionen var han misstänksam mot kristendomen. Det förekom kristendomsförföljelser under hans tid som kejsare, och många kristna avrättades för att ha vägrat visa respekt för den romerska statens gudar.
Som regent lär han ha varit plikttrogen, samvetsgrann och välmenande med ett sedligt allvar, även om han inte var förstklassig som befälhavare eller statsman. Han räknades av samtiden som mer kompetent än sin medkejsare Lucius Verus.
Han var sjuklig i större delen av sitt liv och tog regelbundet drogen teriak för att lindra smärtor i magen och bröstet.

## Utmärkelser
Asteroiden 7447 Marcusaurelius är uppkallad efter honom.

## Svenska översättningar avTa eis heautón
- Den romerske keisarens Marci Aurelii Antonini Betraktelser öfwer sig sielf ... (översättning Christopher Manderström, Stockholm, 1755)
- Själfbetraktelser (översättning E. Weer (dvs. Ellen Wester), Bonnier, 1911)
- Självbetraktelser (översättning av Ellen Wester, reviderad av Vera Silverstolpe, Forum, 1967)
- Självbetraktelser (översättning av Ellen Wester, bearbetad av Daniel Martinez, Sjösala förlag, 2017)
- Självbetraktelser (översättning av Ellen Wester, kommenterad av Tomas Öberg, Utsigten AB, 2017)
- Självbetraktelser (översättning och inledning av Mikael Johansson, Bokförlaget Daidalos, 2021)

## Marcus Aurelius i nutida kultur

### Filmer
- Romarrikets fall
- Gladiator
- Roman Empire (TV-serie)